# Atmo
Atmo (altgriechisch ἀτμός atmós, deutsch ‚Dunst‘), auch Ambi oder Ambience, sind diffuse Hintergrundgeräusche, die als Mittel der Tongestaltung bei Film, Hörfunk und Fernsehen eingesetzt werden. Die Atmo vermittelt beispielsweise einen Raumeindruck (außen, innen, Saal, Zimmer), Umwelteindruck (Wind, Vögel, Maschinen) oder den sozialen Rahmen eines Geschehens (Kindergelächter, Fußballfans o. ä.).

## Produktion
Eine Atmo kann mit Mikrofonen vor Ort aufgenommen oder auch künstlich zusammengesetzt werden, etwa wenn ein Geräuschemacher oder Sounddesigner in mehreren Aufnahme- oder Bearbeitungsschritten einen Baum im Wind oder ein Gewitter simuliert. Eine glaubwürdige Atmo muss nicht realistisch sein, um eine beabsichtigte psychologische Wirkung beim Zuhörer zu erzeugen. Sie kann daher auch mit elektronischen beziehungsweise musikalischen Mitteln erzeugt werden.
Am Ort des Geschehens aufgezeichnete Atmos werden entweder mit eigenen Tonaufzeichnungsgeräten aufgenommen und dem Rohmaterial der Produktion auf zusätzlichen Medien beigegeben oder – beispielsweise bei kleineren Produktionen – häufig auch als entsprechend gekennzeichnete Aufzeichnung auf dem hauptsächlich eingesetzten Aufzeichnungsmaterial gespeichert. Ist das Aufzeichnungsgerät eine Videokamera, werden in der Regel solche Atmo-Aufzeichnungen nur mit einem Farbbalken der Kamera versehen und zusammen mit einer kurzen Ansage über den Inhalt der Atmo als Videosequenz aufgezeichnet.

## Funktionen
Eine Atmo kann optische (beim Film) oder akustische (beim Hörspiel) Bilder untermalen oder kontrapunktieren. Im Hörfunk, insbesondere beim Hörspiel und im Radio-Feature, erzeugen Atmos eine wichtige Orientierungshilfe für den Zuhörer und sind daher oft ebenso wichtig wie Originalton oder Musik.
Auch bei Musikstücken wird manchmal mit Atmos wie Meeresrauschen oder auch mit experimentellen Klanggemischen gearbeitet, die eine künstlerisch-gestalterische Wirkung zusammen mit der Musik entfalten. Muzak ist eine Art musikalische Atmo zwischen Alltagsgeräuschen. Ein Musikstil, der sich hauptsächlich aus atmosphärischen Klängen zusammensetzt, nennt sich Ambient.